# Conte di Stradbroke
Conte di Stradbroke è un titolo nobiliare inglese nella Parìa del Regno Unito.

## Storia

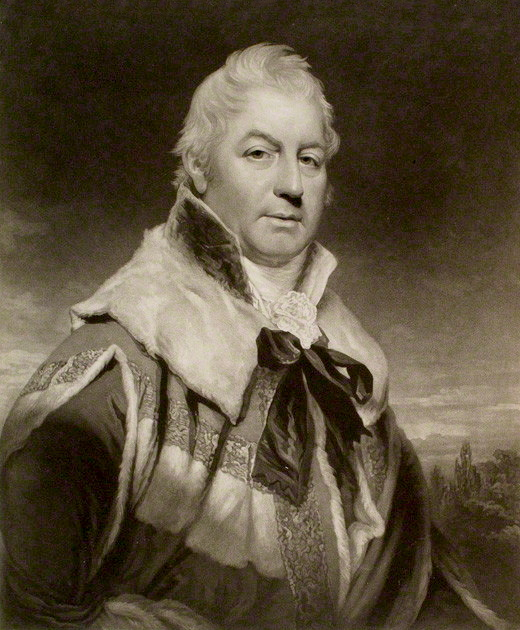
John Rous,
I conte di Stradbroke.

Il titolo venne creato nel 1821 per John Rous, I barone Rous, che già aveva rappresentato il Suffolk alla camera dei comuni britannica.
Nel 1771 era succeduto al padre come VI baronetto di Henham ed era stato creato nel 1796 Barone Rous, di Dennington nella contea del Suffolk, nella Parìa di Gran Bretagna oltre a ricevere il titolo di Visconte Dunwich, nella contea del Suffolk, nel contempo in cui ricevette la contea. Venne succeduto da suo figlio primogenito, il II conte, che prestò servizio come Lord Luogotenente del Suffolk. Suo figlio, il III conte, fu Governatore di Victoria dal 1920 al 1926 e Lord Luogotenente del Suffolk. Questi venne succeduto dal suo figlio primogenito, il IV conte, che prestò servizio come Lord Luogotenente del Suffolk. Attualmente i titoli sono detenuti dal nipote di quest'ultimo, il VI conte, che è succeduto al padre nel 1983. Lord Stradbroke vive a Mount Fyans, Victoria, Australia.
Il Baronettaggio, di Henham nella contea del Suffolk, venne creato nel Baronettaggio d'Inghilterra nel 1660 per John Rous, il quale fu parlamentare per la costituente di Dunwich ed Eye. Suo figlio, il II baronetto, rappresentò Dunwich ed il Suffolk in parlamento. Alla sua morte i titoli passarono a suo figlio, il III baronetto, il quale fu membro del parlamento per Dunwich. Suo nipote, il V baronetto, rappresentò il Suffolk alla camera dei comuni. Questi venne succeduto da suo figlio, il già menzionato VI baronetto, che venne successivamente elevato alla parìa.
La sede della famiglia è a Henham Park presso Blythburgh nel Suffolk.

## Baronetti Rous, di Henham (1660)
- Sir John Rous, I baronetto (c. 1608–1670)
- Sir John Rous, II baronetto (c. 1656–1730)
- Sir John Rous, III baronetto (c. 1776–1731)
- Sir Robert Rous, IV baronetto (c. 1687–1735)
- Sir John Rous, V baronetto (c. 1727–1771)
- Sir John Rous, VI baronetto (1750–1827) (creato Conte di Stradbroke nel 1821)

## Conti di Stradbroke (1821)
- John Rous, I conte di Stradbroke (1750–1827)
- John Edward Cornwallis Rous, II conte di Stradbroke (1794–1886)
- George Edward John Mowbray Rous, III conte di Stradbroke (1862–1947)
- John Anthony Alexander Rous, IV conte di Stradbroke (1903–1983)
- (William) Keith Rous, V conte di Stradbroke (1907–1983)
- (Robert) Keith Rous, VI conte di Stradbroke (n. 1937)

L'erede apparente è il figlio dell'attuale detentore del titolo, Robert Keith Rous, visconte Dunwich (n. 1961)